# 中国进出口商品交易会展馆
中国进出口商品交易会展馆（英語：China Import and Export Complex），簡稱广交会展馆（Canton Fair Complex），又名广州国际会议展览中心、广州国际会展中心、琶洲会展中心，位于中国广州市珠江南岸的琶洲岛，为目前世界最大的会议展览中心之一。由商务部直属事业单位中国对外贸易中心运营管理，它也是广州城市形象的标志性建筑和旅游观光景点之一。

## 工程

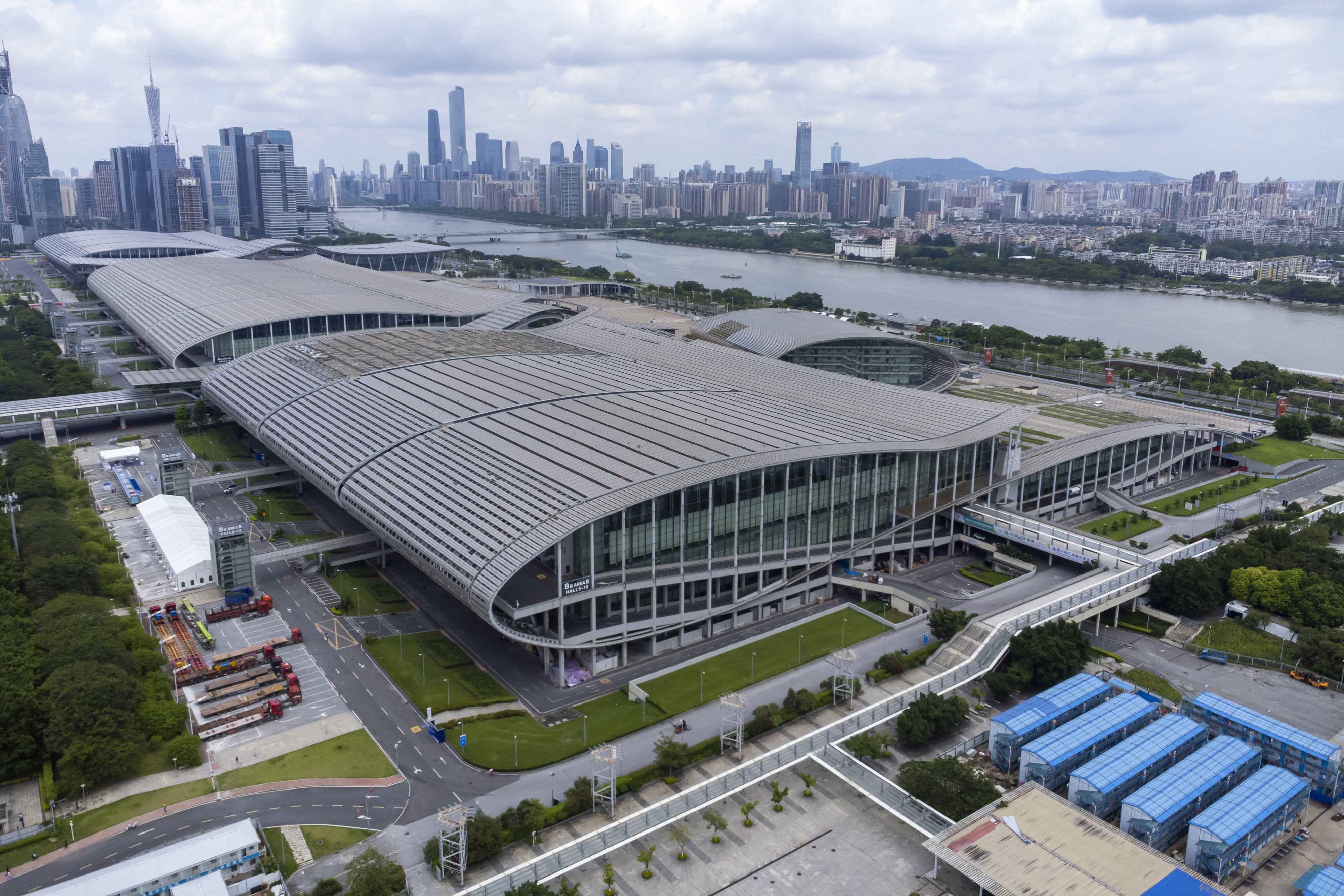
一、二及四期展馆

工程分四期建设。前三期的总用地面积超过80万平方米。

### 首期
于2001年6月动工，2002年12月28日落成，投资40亿元。总用地面积43.9万平方米，建筑占地面积12.8万方米，建筑面积39.4万平方米，绿地面积10万平方米，道路、广场、停车场用地18万方米，室外展场2.1万平方米。高度40米，主体二层（局部六层）；停车位2200个；展厅为128米长、90米宽，其中首层7个、二层5个、架空层3个；9平方米的展位1.02万个。

### 二期
于2005年12月30日动工建设，于2007年年底竣工，总投资28亿元。总建筑面积约39万平方米，包含展览馆、会议室、洽谈厅及餐饮配套等区。展馆主体3层、局部夹层5层，共13个展厅，展厅面积12.8万平方米，可提供标准展位6500个，后来增至8000个。

### 三期
三期位于一、二期展馆对面、新港东路以南，用地面积10万平方米，建筑面积21.7万平方米，高47.5米，展馆主体展厅4层，夹层8层。于2006年7月31日动工，2008年9月底竣工。

### 四期
广交会四期展馆扩建项目总用地面积约22万平方米，分西、东两个地块，总建筑面积约56万平方米。其中，西地块位于广交会琶洲展馆一期的西侧，会议中心位于广交会四期展馆北侧，为三层结构，建筑面积约6万㎡，会议面积约1.68万㎡，展馆主体2层、局部夹层3层，共有8个展厅，总展览面积达到12万平方米。在东侧设有主登录厅，同时服务于广交会一期、二期、四期展馆。东地块位于三期西南部，已建成180米综合体指挥塔，主要功能为办公中心与培训中心。该地块用地面积约0.8万平方米，总建筑面积约9.3万平方米。在2022年10－12月广州市2019冠状病毒病聚集性疫情期间，四期工程率先被用作方舱医院。展馆已于2022年12月31日随2022广州车展开幕而正式投用。

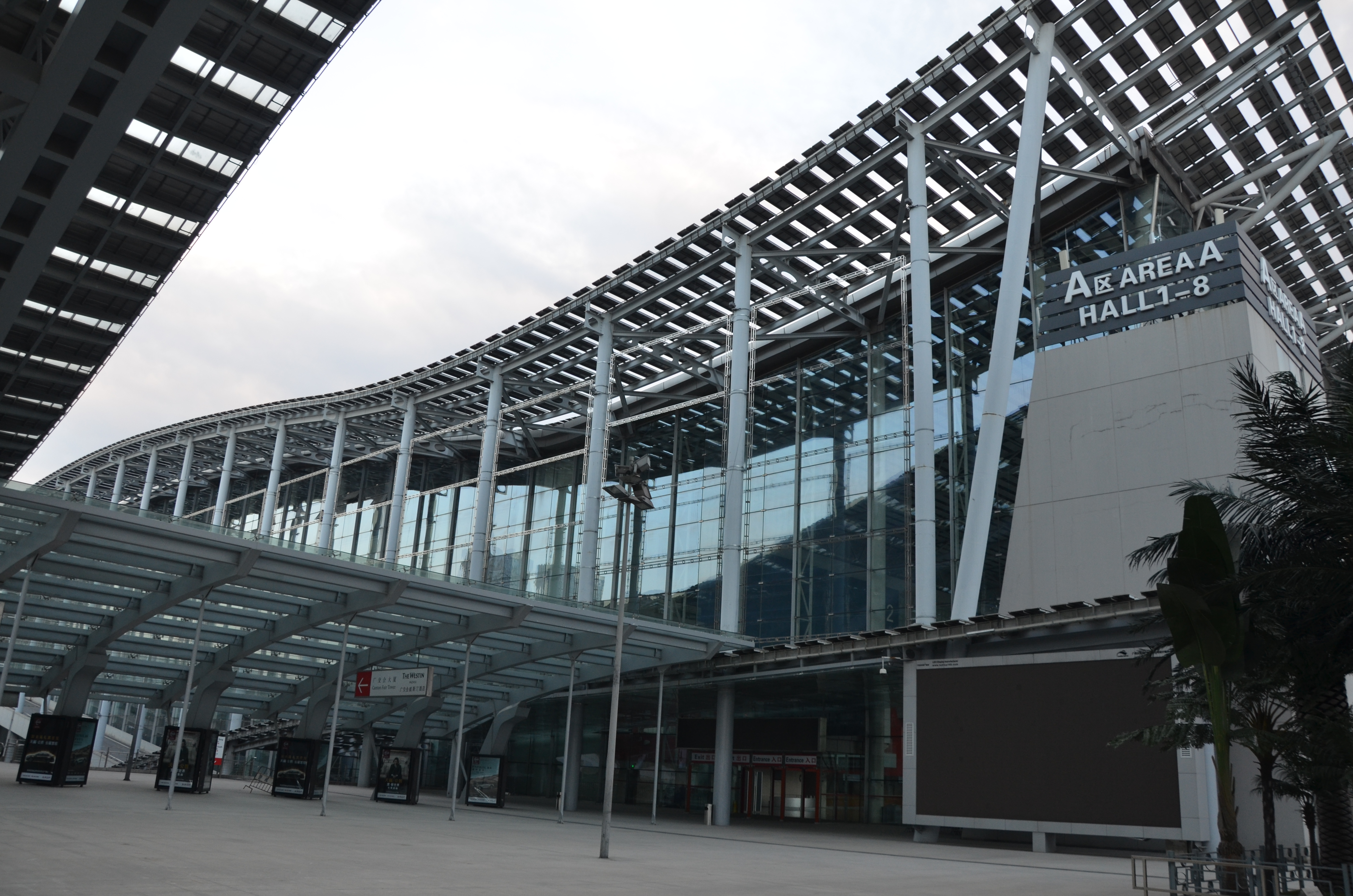
展館A區
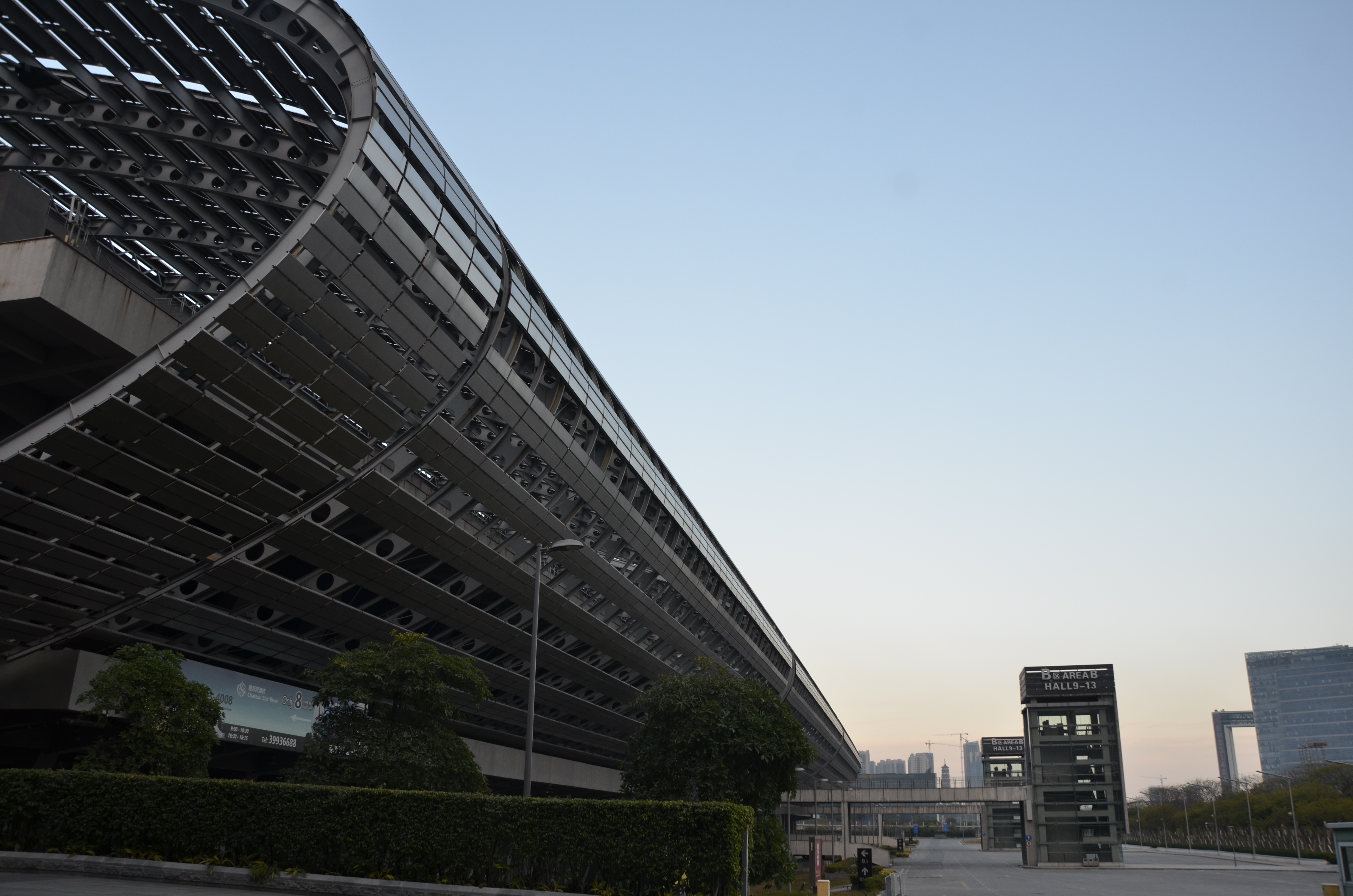
展館B區
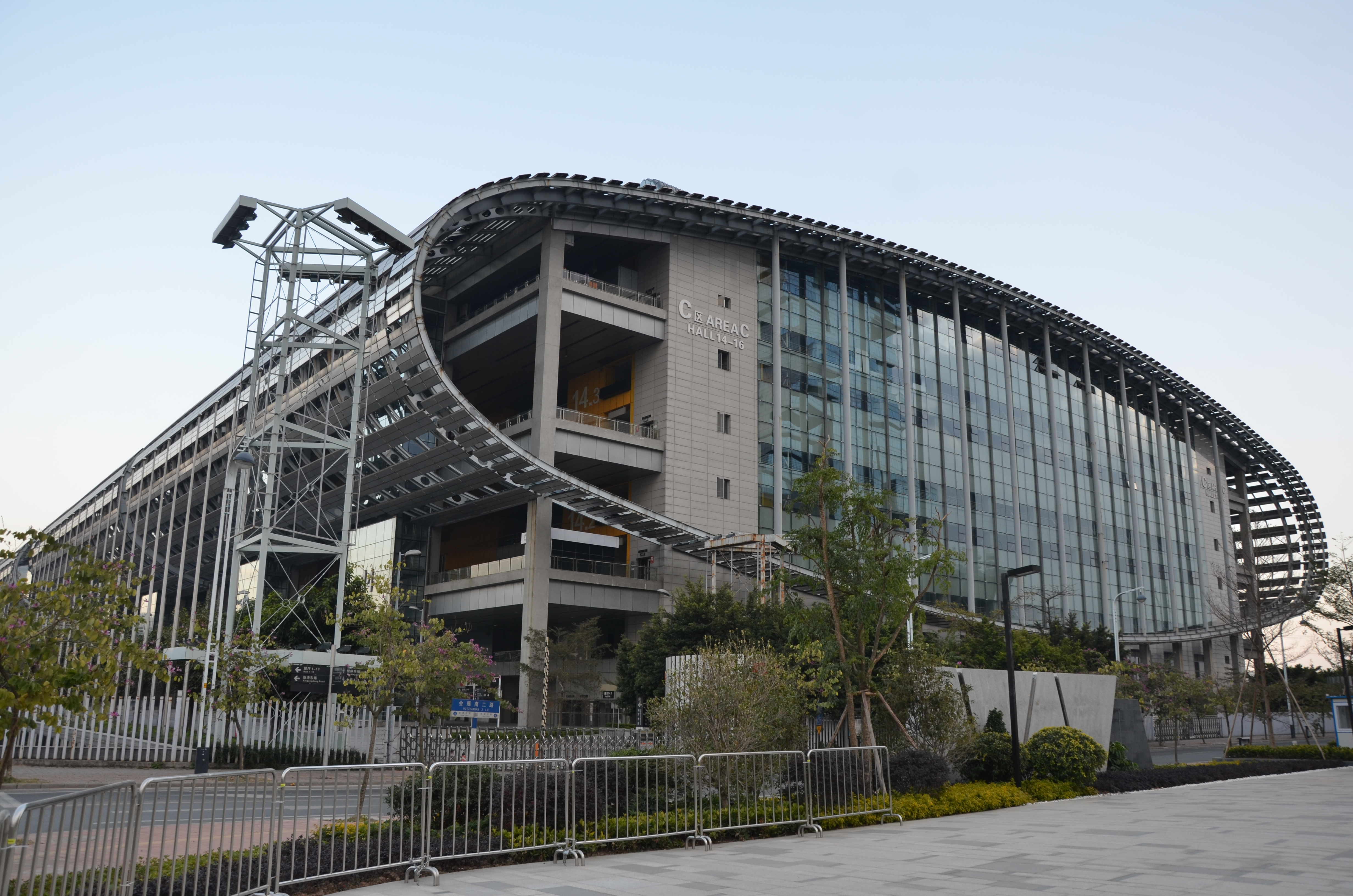
展館C區
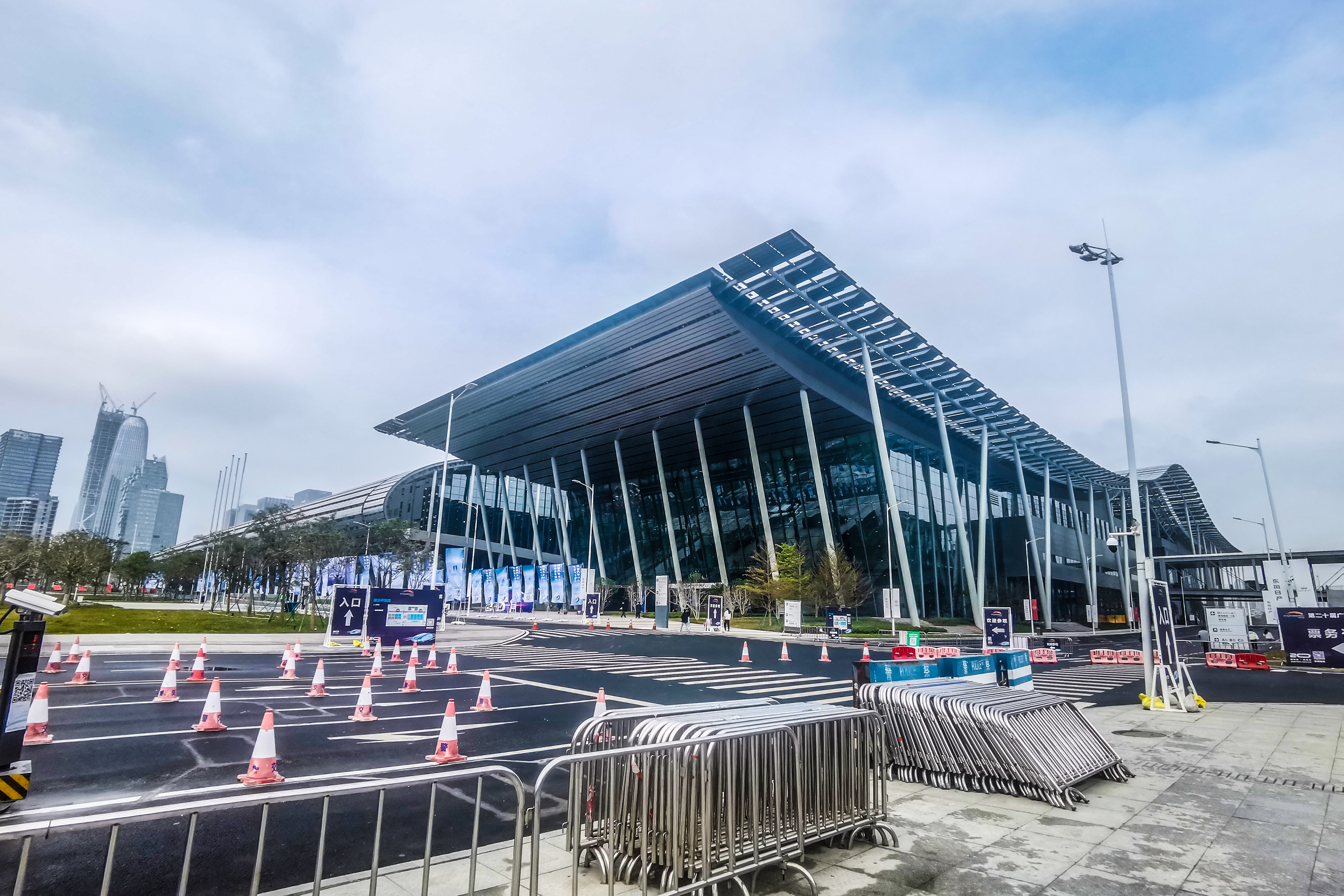
展館D區
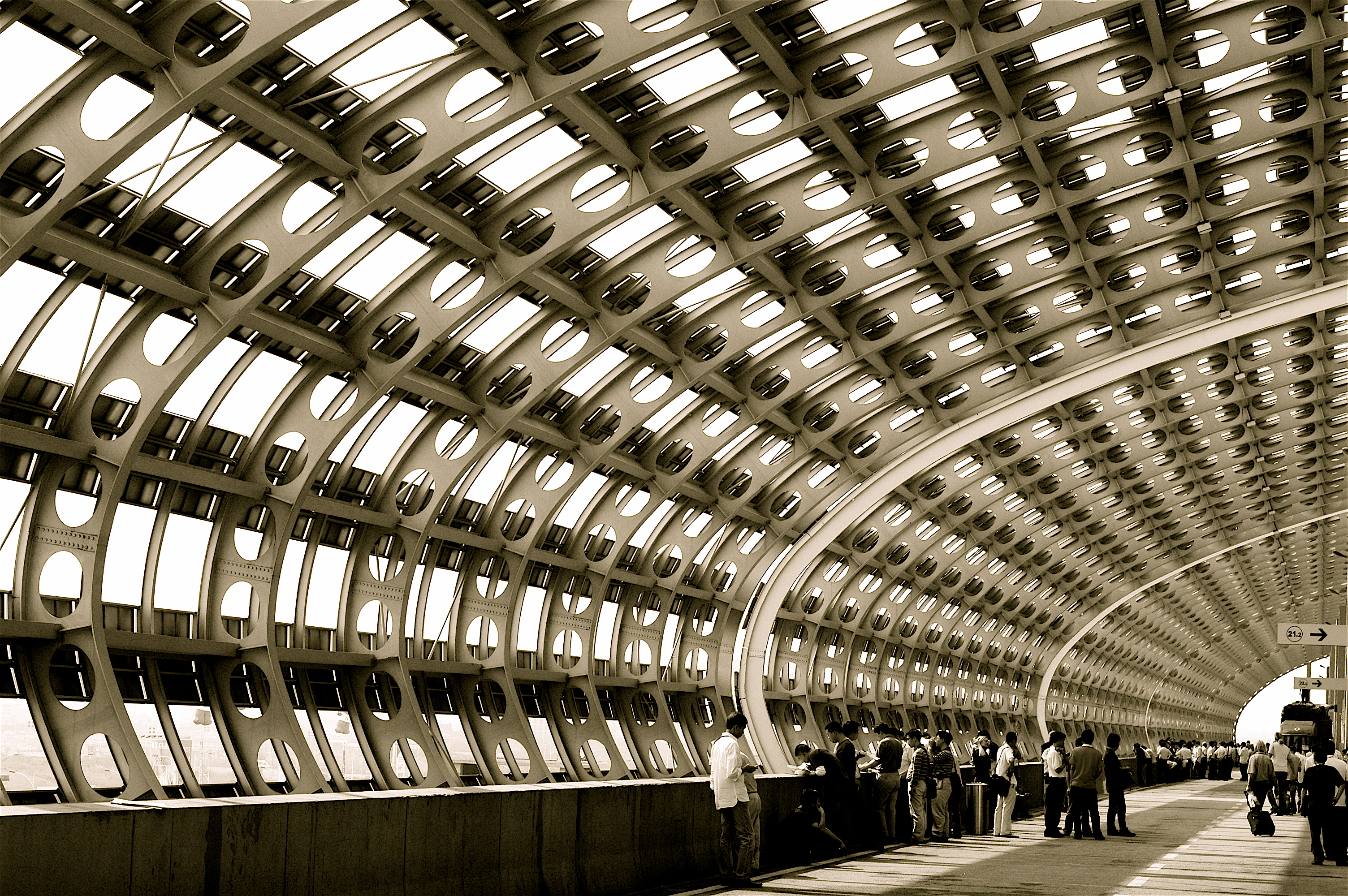
展館A區內景
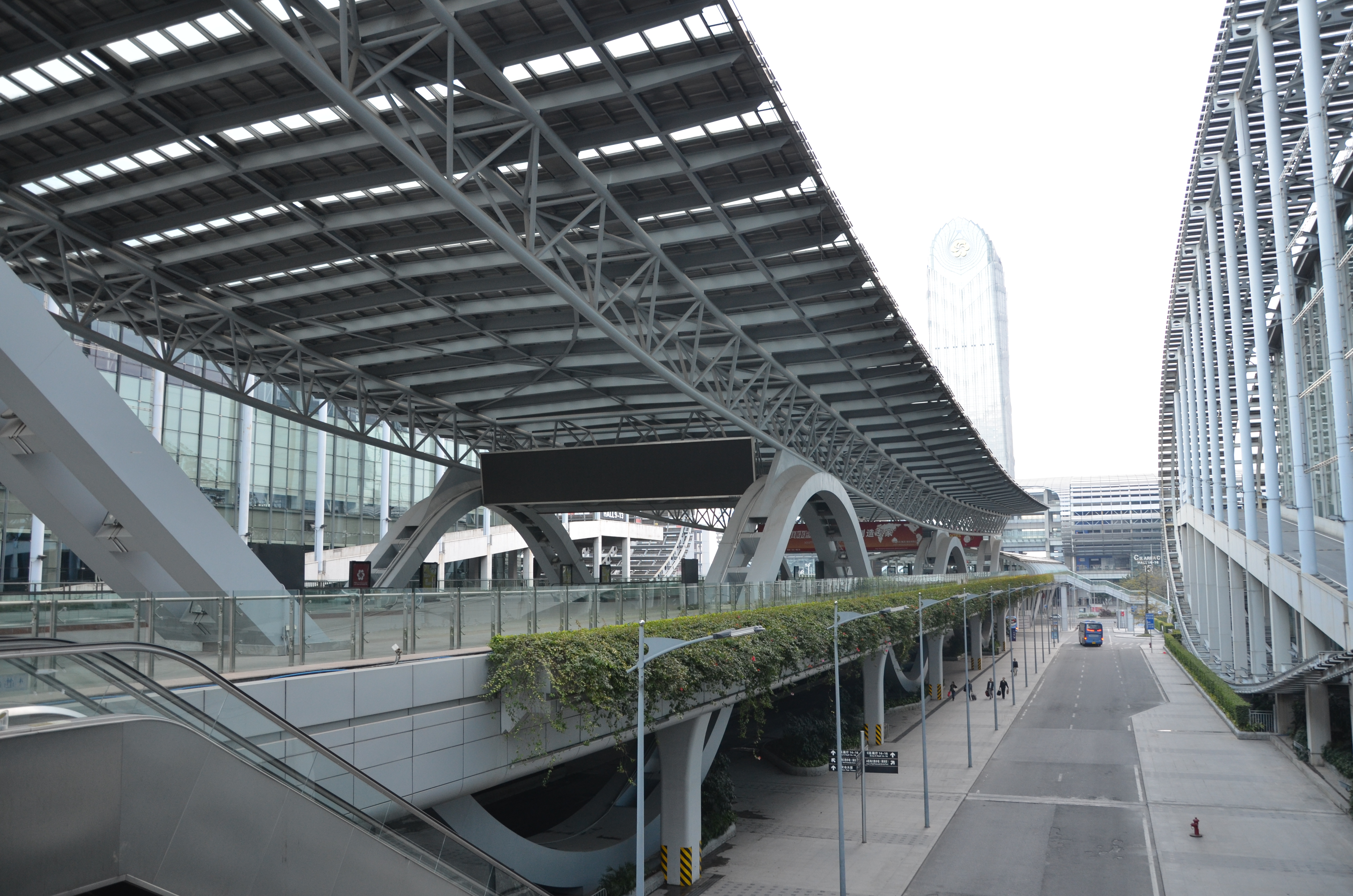
连接C区的空中走廊

## 历史
1993年鉴于广交会流花展馆不能满足需要，外经贸部提出迁址重建。由日本佐藤综合计划株式会社提供建筑设计方案，华南理工大学建筑设计研究院负责施工图设计。自2004年4月第95届广交会首次使用该展馆，2008年10月第104届广交会起整体迁至该展馆。

## 举办展览
- 中国进出口商品交易会（廣交會）
- 中国（广州）国际汽车展览会
- 广州博览会
- 中国（广州）国际专业音响、灯光展览会
- 广州国际涂料展
- 中国国际中小企业博览会
- 中国国际塑料橡胶工业展览会
- 广州国际照明展览会
- 中国（广州）国际工程机械展
- 中国（广州）国际卫浴及建筑陶瓷展
- 广州（春季）国际汽车、两轮车及零部件出口展
- 广州国际美容美发化妆用品进出口博览会
- 中国广州国际家具展览会
- 中国国际陶瓷工业展览会
- 广州医疗器械展
- 中国（广州）国际工业控制自动化及仪器仪表展览会
- 广州国际地表处理展
- 广州国际酒店设备及用品展览会
- 广州国际酒店家具及户外家具展
- 全国烘焙展览会
- （广州）国际鞋类、皮革及工业设备展览会
- 广州酒店用品展览会
- 广州国际艺术博览会
- 中国创新创业成果交易会
- 广东21世纪海上丝绸之路国际博览会
- 广州文化产业交易会[14][15]

## 配套设施

### 公共交通

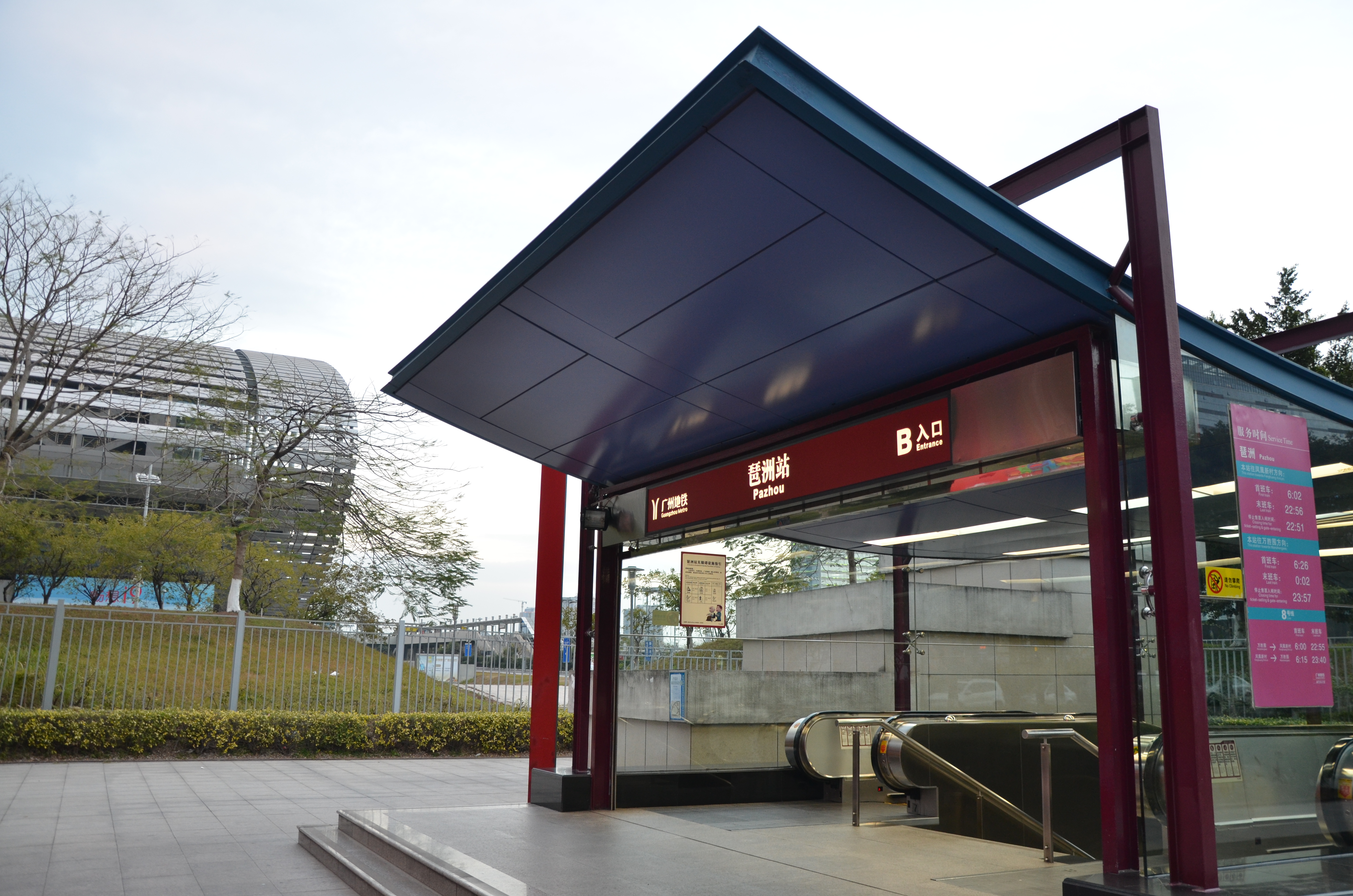
琶洲站B入口位於B區附近

- 主要道路：华南快速干线新洲出口、广州环城高速公路、閱江中路、新港东路
- 地铁：█8号线 新港东站（展館西側）、琶洲站（展館東側）、█11号线琶洲站（展館東側）
- 巴士：广交会展馆站(北行)、琶洲大桥南站(北行)、琶洲站(北行)、会展东路、会展中心北站、会展中心码头站、阅江中路站
- 水上巴士：会展中心码头
- 有轨电车：会展西站、会展中站、会展东站
- 未来发展：琶莲城际琶洲站、广州东环城际琶洲站、佛穗莞城际琶洲站

### 酒店
广交会展馆配套有广州广交会威斯汀酒店，附近亦有广州南丰朗豪酒店、广州香格里拉酒店和广州保利洲际酒店等。